# Alan Plavin
Alan Plavin (* 2. Juni 1993) ist ein litauischer Badmintonspieler. 

## Karriere
Alan Plavin siegte 2010, 2011 und 2012 bei den nationalen Juniorenmeisterschaften. 2012 gewann er bei den Einzelmeisterschaften der Erwachsenen die Herrendoppelkonkurrenz gemeinsam mit Povilas Bartušis.

## Sportliche Erfolge
| Saison | Veranstaltung                    | Disziplin    | Platz | Name                           |
| ------ | -------------------------------- | ------------ | ----- | ------------------------------ |
| 2010   | Litauen: Juniorenmeisterschaften | Herrendoppel | 1     | Povilas Bartušis / Alan Plavin |
| 2011   | Litauen: Juniorenmeisterschaften | Herreneinzel | 1     | Alan Plavin                    |
| 2012   | Litauen: Juniorenmeisterschaften | Herrendoppel | 1     | Povilas Bartušis / Alan Plavin |
| 2012   | Litauen: Juniorenmeisterschaften | Herreneinzel | 1     | Alan Plavin                    |
| 2012   | Litauen: Einzelmeisterschaften   | Herrendoppel | 1     | Povilas Bartušis / Alan Plavin |
| 2014   | Riga Open                        | Herrendoppel | 1     | Povilas Bartušis / Alan Plavin |